# ニシノユキヒコの恋と冒険
『ニシノユキヒコの恋と冒険』（ニシノユキヒコのこいとぼうけん）は、川上弘美の連作短編小説。2003年に新潮社から出版された。
2014年、井口奈己監督により映画化された。

## 映画
『ニシノユキヒコの恋と冒険』は、2014年2月8日公開の日本映画である。監督は井口奈己。
第88回キネマ旬報ベスト・テン 日本映画ベスト・テン第10位。

### キャスト
- ニシノユキヒコ - 竹野内豊
- マナミ - 尾野真千子
- 昴 - 成海璃子
- タマ - 木村文乃
- カノコ - 本田翼
- 松葉杖の女 - 藤田陽子
- 料理教室の先生 - 滝本ゆに
- 房代（OL） - 塩谷恵子
- 朝比奈部長 - 並樹史朗
- みなみ - 中村ゆりか（5歳：篠川桃音）
- みなみの父 - 田中要次
- 夏美 - 麻生久美子
- ササキサユリ - 阿川佐和子

### スタッフ
- 監督・脚本・編集：井口奈己
- 原作：川上弘美
- プロデューサー：東幸司、沖貴子、渡邉直子、植村真紀
- ラインプロデューサー：佐々木浩久
- 撮影・効果・整音：鈴木昭彦
- 照明：山本浩資
- 録音：高田伸也
- 美術：清水剛
- 装飾：澤下和好
- スタイリスト&ヘアメイク：橋本庸子
- 音楽：ゲイリー芦屋
- 配給：東宝映像事業部
- 制作プロダクション：ディーライツ
- 製作：「ニシノユキヒコの恋と冒険」製作委員会（東宝、関西テレビ放送、電通、毎日新聞社、研音、ギャンビット、サイバーエージェント、KDDI）